# Юр'єв Петро Іванович
Петро Іванович Юр'єв (нар. 1901, місто Козлов, тепер місто Мічурінськ Тамбовської області, Російська Федерація — ?) — радянський діяч, секретар Вінницького обласного комітету КП(б)У, голова Вінницького міськвиконкому.

## Біографія
Народився в робітничій родині. Освіта середня. Член ВКП(б).
Працював на відповідальній партійній роботі у Вінницькій області.
У 1937 — травні 1938 року — 3-й секретар Вінницького обласного комітету КП(б)У.
13 липня 1938 року заарештований органами НКВС. Звинувачувався за статтями 54-2, 54-8, 54-11 Кримінального кодексу УРСР. 25 березня 1939 року за вироком військового трибуналу Київського особливого військового округу засуджений до розстрілу. 29 листопада 1939 року ухвалою Верховного суду СРСР вирок був відмінений, справа повернена на додаткове розслідування. За постановою УНКВС Вінницької області від 25 березня 1940 року справа припинена, Петро Юр'єв звільнений із ув'язнення.
28 листопада 1953 — 28 квітня 1958 року — голова виконавчого комітету Вінницької міської ради депутатів трудящих.
З 1958 року — персональний пенсіонер у місті Вінниці.